# クレア郡 (ミシガン州)
クレア郡（英: Clare County）は、アメリカ合衆国ミシガン州ロウアー半島の中央部に位置する郡である。2010年国勢調査での人口は30,926人であり、2000年の31,252人から1.0%減少した。郡庁所在地はハリソン市（人口2,114人）であり、同郡で人口最大の都市はクレア市（人口3,118人）だが、一部はイサベラ郡に跨っている。

## 歴史
クレア郡は1840年にマキナック郡から分離し、ケイキキー郡として出発した。1843年にアイルランドのクレア県に因んでクレア郡と改名された。公式には1871年に組織化された。ファーウェルが最初の郡庁所在地だったが、1877年に現在のハリソンに移された。

## 地理
アメリカ合衆国国勢調査局に拠れば、郡域全面積は575.22平方マイル (1,489.8 km2)であり、このうち陸地566.80平方マイル (1,468.0 km2)、水域は8.42平方マイル (21.8 km2)で水域率は1.46%である。

### 特徴的な地形
- オ・サーブル州立林

### 主要高規格道路
- アメリカ国道10号線
- アメリカ国道127号線
- アメリカ国道10号線産業道路、クレア市の中心街を通る環状線
- アメリカ国道127号線産業道路、クレア市の中心街を通る別の環状線
- アメリカ国道127号線産業道路、ハリソン市の中心街を通る環状線
- ミシガン州道18号線
- ミシガン州道61号線
- ミシガン州道115号線

### 隣接する郡
- ロスコモン郡 - 北東
- グラッドウィン郡 - 東
- イサベラ郡 - 南
- オセオラ郡 - 西
- ミソーキー郡 - 北西

## 人口動態
以下は2010年の国勢調査による人口統計データである。
| 基礎データ - 人口: 30,926人 - 世帯数: 12,966 世帯 - 家族数: 8,584 家族 - 人口密度: 21人/km2（55人/mi2） - 住居数: 23,233軒 - 住居密度: 16軒/km2（41軒/mi2） 人種別人口構成 - 白人: 95.8% - アフリカン・アメリカン: 0.5% - ネイティブ・アメリカン: 0.6% - アジア人: 0.3% - その他の人種: 0.1% - 混血: 1.3% - ヒスパニック・ラテン系: 1.5% | 年齢別人口構成 - 18歳未満: 20.9% - 18-24歳: 7.9% - 25-44歳: 20.8% - 45-64歳: 30.4% - 65歳以上: 19.9% - 年齢の中央値: 45歳 - 性比（女性100人あたり男性の人口） - 総人口: 99.7 - 18歳以上: 97.9 世帯と家族（対世帯数） - 18歳未満の子供がいる: 25.3% - 結婚・同居している夫婦: 51.0% - 未婚・離婚・死別女性が世帯主: 10.0% - 非家族世帯: 33.8% - 単身世帯: 28.0% - 平均構成人数 - 世帯: 2.36人 - 家族: 2.83人 収入と家計 - 収入の中央値 - 世帯: 33,338米ドル - 家族: 40,983米ドル - 性別 - 男性: 24,220米ドル - 女性: 13,587米ドル - 人口1人あたり収入: 18,516米ドル - 貧困線以下 - 対人口: 23.1% - 対家族数: 2.3% - 18歳未満: 36.8% - 65歳以上: 8.5% |

## 郡政府
郡政府は郡監獄の運営、地方道の維持、地方裁判所の運営、権利譲渡と抵当権設定記録など重要記録の維持、公衆衛生規制の管理、福祉など社会サービスの項目で州の施策への参加を行う。郡政委員会は予算を管理するが、法や条例を作るのは限定付き権限である。ミシガン州では、警察と消防、建設と区画割、税評価、街路維持など地方政府の大半機能は個々の都市と郡区の責任である。

## 地元の呼び物
クレア郡は大きな州立林の中にある。クマ、シカ、ワシ、カートランドアメリカムシクイ、シチメンチョウなど野生生物が身近に生息している。行事などとして次のようなものがある。
- カートランドアメリカムシクイ生息域と祭、北部で開かれ、野鳥観測者にとっては見逃せないもの[7]
- ミシガン・ショア・トゥ・ショア・トレイル、エンパイアからオスコダまで通っているが、南北の分岐路もある。全長500マイル (800 km) の相互に接続された遊歩道の体系になっている[8]

## 郡区
クレア郡は下記16の郡区に分割されている。
| - アーサー - フランクリン - フリーマン - フロスト | - ガーフィールド - グラント - グリーンウッド - ハミルトン | - ハットン - ヘイズ - リンカーン - レディング | - シェリダン - サマーフィールド - サーリー - ウィンターフィールド |

## 都市と町
- クレア（部分）
- ハリソン - 郡庁所在地

### 村
- ファーウェル

## 宗教
クレア郡はローマ・カトリック教会サギノー教区に属している。